# Vaughn Monroe
Vaughn Wilton Monroe (7 de outubro de 1911 — 21 de maio de 1973) foi cantor, trompetista, regente e ator norte-americano, muito popular nas décadas de 1940 e 1950. Possui duas estrelas na Calçada da Fama de Hollywood por seu trabalhos em disco e no rádio. Sua voz de barítono e seus atributos físicos valeram-lhe apelidos como The Voice with Hairs on Its Chest (A voz com cabelos no peito) e Old Leather Tonsils (Amígdalas de couro velho).

## Biografia

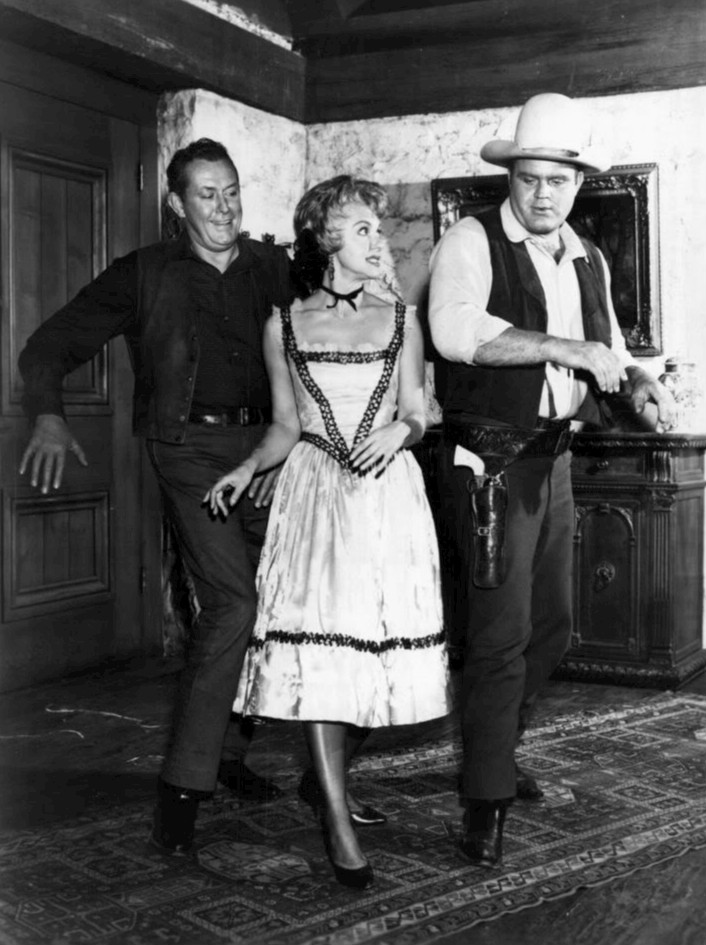
Vaughn Monroe, Susie Scott e Dan Blocker em um episódio da premiada série de TV Bonanza, 1962.

Nascido em Akron, Ohio, mudou-se para o Wisconsin ainda criança e se concentrou em seu talento para o trompete durante toda sua juventude. Outro desejo primitivo, o de se tornar um cantor de ópera, resultou em cantar como vocalista de bandas locais regidas por Austin Wylie, Larry Funk (para quem fez sua primeira gravação fonográfica) e Jack Marshand. Durante sua estadia em Boston com Marshand, Monroe formou sua primeira banda e começou a fazer gravações para a Bluebird, uma subsidiária da gravadora Radio Corporation of America. Um de seus primeiros singles, "There I Go", passou três semanas no topo das paradas de sucesso de 1940. Em 1941, gravou aquela que seria sua canção-tema, "Racing with the Moon", e, no ano e meio que se seguiu, mais três canções chegaram aos primeiros lugares das paradas: "My Devotion", "When the Lights Go on Again" e "Let's Get Lost".
Os primeiros anos de gravações de Monroe foram bem sucedidos, mas todos os seus maiores sucessos ainda estavam por vir. Em 1945, "There! I've Said It Again" e "Let It Snow! Let It Snow! Let It Snow!" passaram mais de um mês no topo das paradas. Dois grandes êxitos, "Ballerina" e a canção composta por Stan Jones "Riders in the Sky", vieram em 1947 e em 1949, respectivamente. A última, uma canção temática do Velho Oeste muito popular, levou-o a tentar o gênero cowboy cantor de Hollywood, com dois faroestes B no início da década de 1950:Singing Guns (no Brasil, Audácia dos Fortes e, ao ser relançado, Armas Fumegantes) e Toughest Man in Arizona (br: Chamas da Ambição).
As big bands entraram em colapso no início dos anos 1950 e Monroe acabou por se desfazer da sua em 1953. Ele continuou se apresentando sozinho em boates. A não ser por algumas exceções em meados dos anos 1950, como "They Were Doin' the Mambo" and "Black Denim Trousers and Motorcycle Boots", Monroe nunca mais chegou às paradas de sucesso. Entretanto, ele passou a trabalhar como representante da RCA Victor e continuou a se apresentar até o início da década de 1970.
Morreu em Stuart, Flórida, após uma cirurgia no estômago, com apenas sessenta anos de idade.